# Coccoderus sicki
Coccoderus sicki är en skalbaggsart som beskrevs av Lane 1949. Coccoderus sicki ingår i släktet Coccoderus och familjen långhorningar. Inga underarter finns listade i Catalogue of Life.